# Minicia strandi
Minicia strandi är en spindelart som först beskrevs av Ermolajev 1937.  Minicia strandi ingår i släktet Minicia och familjen täckvävarspindlar. Inga underarter finns listade i Catalogue of Life.